# クルフ
クルフ（Kurów）は、ポーランド南東部のルブリン県プワーヴィ郡に属する村。面積11.3 km²、人口2804人（2008年現在）。

## 歴史
1431年から1442年の間に、村はマクデブルク法に基づく市の資格を認められた。
「private town」として、周辺地域における食料交易の中心であった。毛皮や皮工場もいくつかあった。
16世紀、クルフにはプロテスタントの一派であるポーランド兄弟団（Polish Brethren）の人々が多く住んだため、カルバン主義の中心地のひとつだった。1660年までに、住民のほとんどが アリウス派に転向した。
1660年以降、この町はこの地方の歴史を運命をともにしている。1795年、
第三次 ポーランド分割以降、クルフはオーストリーに併合された。1809年には、ワルシャワ公国の一部になる。1815年、ポーランド立憲王国の一部となる。
11月蜂起のさなかの1831年2月に「クルフの戦い」が起こり、ポーランド人はユゼフ・ドヴェルニツキ将軍の指揮のもとにロシア軍をうち破った。1870年、1月蜂起の際にクルフは都市憲章（city charter）を失い、以後二度と回復していない。1918年、クルフはふたたびポーランドの領土となる。
1939年9月9日、ポーランドにとっては第二次世界大戦開始と同義であるドイツのポーランド侵攻時、クルフはドイツ空軍の猛烈な空襲を受けた。赤十字でマークされた民間病院も攻撃目標となり、多くの民間人が犠牲になった。第二次世界大戦中、ドイツはクルフに二つの強制収容所を設けた。1942年、小規模なゲットーが作られた。しかし、クルフに収容されたほとんどのポーランド人は脱出して、近隣の森から展開していたポーランド国内軍に入った。

## 旧跡など
- 教会 (1452年建設, 1692年改装) Zbaski家の墓所とSanti Gucci （1587年）による彫像がある。
- 鐘楼 (18世紀建設)
- 門 1911年建設)
- 教区司祭館 (1778年 - 1782年建設)
- 司教の家と教区学校
- 共同墓地
- Commune Hall (19世紀建設)
- postal inn (18世紀建設)
- テルメ (19世紀建設の公衆浴場)

## 出身者
- ヴォイチェフ・ヤルゼルスキ - 将軍、元ポーランド大統領 (1923年、クルフに生まれる)
- pl:Jacek Janczarski - satirist, dramatist, film scriptwriter 1945年 クルフ - 2000年 ワルシャワ)
- w:Czesław Janczarski - poet, writer of fairy tales for children (1911年 w:Hruszwica - 1971年 ワルシャワ)
- w:Klemens Kurowski - polish nobleman and senator, owner of Kurów (1340年頃 - 1405年以前)
- w:Piotr Kurowski - castellan, owner of Kurów (1463年死去)
- pl:Grzegorz Piramowicz - priest in Kurów, writer, philosopher (1735年 リヴィウ - 1801年 ミェンヅィジェツ・ポドラスキ)
- w:Ignacy Potocki - nobleman, owner of Kurów (1750年 - 1809年 ウィーン)